# Улла Шмідт
Улла Шмідт (нім. Ulla Schmidt; нар. 13 червня 1949, Аахен) — німецький політик, член СДПН. Міністр охорони здоров'я Німеччини у першому уряді Ангели Меркель.
За фахом психолог і вчитель середньої школи. Розлучена, має дитину.
У 2009 році критикувала заяви Папи Бенедикта XVI, який стверджував, що використання презервативів сприятиме СНІДу.